# Некшешть (комуна)
Некшешть, Некшешті (рум. Necșești) — комуна у повіті Телеорман в Румунії. До складу комуни входять такі села (дані про населення за 2002 рік):
- Белчуг (487 осіб)
- Гирдешть (349 осіб)
- Некшешть (787 осіб) — адміністративний центр комуни

Комуна розташована на відстані 78 км на захід від Бухареста, 34 км на північний захід від Александрії, 106 км на схід від Крайови.

## Населення
За даними перепису населення 2002 року у комуні проживали 1623 особи, усі — румуни. Усі жителі комуни рідною мовою назвали румунську.
Склад населення комуни за віросповіданням:
| Релігія            | Кількість осіб | Відсоток |
| ------------------ | -------------- | -------- |
| православні        | 1570           | 96,7%    |
| реформати          | 46             | 2,8%     |
| адвентисти         | 6              | 0,4%     |
| не вказали релігію | 1              | 0,1%     |